# Thakin Kodaw Hmaing
Thakin Kodaw Hmaing właściwie U Lung (ur. 23 marca 1876, zm. 23 lutego 1964) – birmański pisarz, poeta i literaturoznawca oraz polityk. Jest uznawany za najwybitniejszego pisarza birmańskiego.
Jeden z założycieli ruchu Dobama Asiayone, działającego na rzecz niepodległości Birmy.

## Życiorys
Był mnichem buddyjskim.
W wieku 10 lat był świadkiem wygnania króla Thibaw i królowej Supayalat z Mandalaj, co było skutkiem III wojny brytyjsko-birmańskiej, która doprowadziła do zajęcia całej Birmy przez Brytyjczyków i zamieniania jej w kolonię.
Był jednym z założycieli ruchu Dobama Asiayone, działającego na rzecz niepodległości Birmy. Stąd pochodzi jego przydomek Thakin, co znaczy mistrz lub pan. Tytułowali się w ten sposób członkowie ruchu, nazywani też Thakinami.

## Twórczość
Pisał powieści, poezje i sztuki teatralne, głównie o tematyce patriotycznej.
Był literaturoznawcą. Zajmował się pisaniem prac krytycznoliterackich.
Pisał artykuły polityczne.

## Odznaczenia
Został uhonorowany Międzynarodową Leninowską Nagrodą Pokoju (1954).

## Upamiętnienie

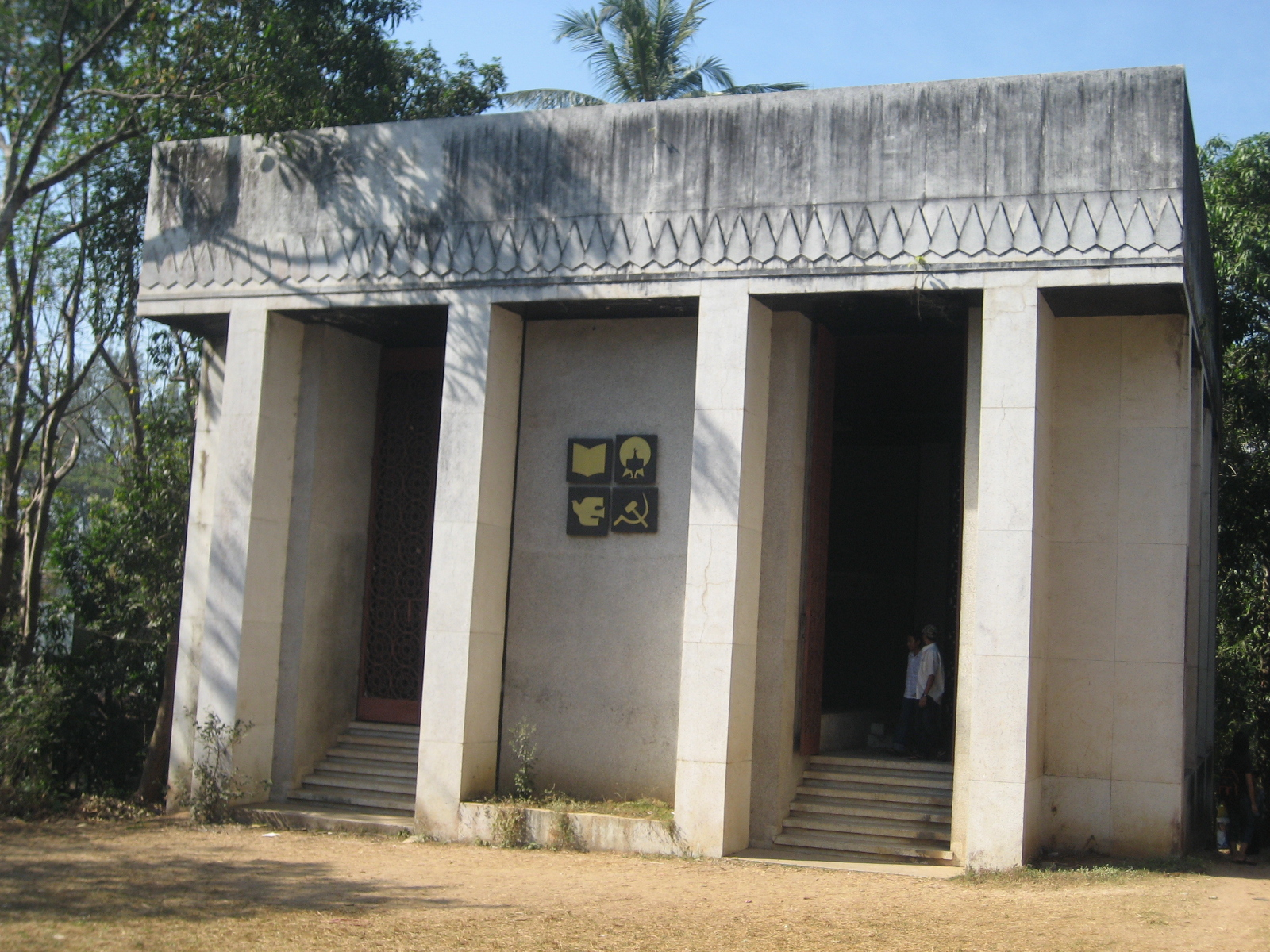

Został pochowany w mauzoleum Kandawmin Garden Mausolea, zlokalizowanym niedaleko pagody Szwedagon. Jest to miejsce pochówku czterech wybitnych Birmańczyków (oprócz niego także: królowej Supayalat, U Thanta i Khin Kyi, żony Aung Sana).